# Hyposmocoma aspersa
Hyposmocoma aspersa là một loài bướm đêm thuộc họ Cosmopterigidae. Nó là loài đặc hữu của Oahu. Loài địa phương ở vùng núi near Honolulu.